# Madagascar Pro League 2022-2023
La stagione 2022-2023 della Madagascar Pro League è stata la 60ª edizione della massima serie, iniziata il 19 novembre 2022 e terminata il 9 luglio 2023 con la vittoria del Fosa Juniors, al suo secondo titolo. Si è trattato del quarto torneo con la denominazione Orange Pro League.

## Formula
Al campionato partecipano sedici squadre suddivise in due gruppi di otto: le prime quattro di ciascun girone si ritrovano a un torneo a eliminazione diretta composto da quarti di finale, semifinali e finale per determinare il titolo di campione del Madagascar. Le ultime classificate dei due gironi retrocedono nelle Regional Leagues.

## Antefatti
Rispetto all'anno precedente il Jet Kintana viene spostato dalla Conférence Nord alla Conférence Sud mentre le due neopromosse dalle Regional Leagues, il Club Association Sportive d'Ambondrona (ASA) e il Tsaramandroso Formation (TFFC) disputano il torneo entrambe nella Conférence Nord.

## Prima fase

### Conférence Nord

#### Partecipanti
| Club            | Stagione | Città           | Stadio              | Stagione precedente                                    |
| --------------- | -------- | --------------- | ------------------- | ------------------------------------------------------ |
| Ajesaia         | dettagli | Antananarivo    | Mahamasina Stadium  | 4° nella Conférence Nord, Finalista ai play-off        |
| Club Asa        | dettagli | Ambondrona      |                     | Promosso dalle Regional Leagues                        |
| COSFA           | dettagli | Betongolo       |                     | 3° nella Conférence Nord, Quarti di finale ai play-off |
| AS Fanalamanga  | dettagli | Alaotra Mangoro |                     | 2° nella Conférence Nord, Quarti di finale ai play-off |
| Fosa Juniors FC | dettagli | Mahajanga       | Stade Rabemananjara | 1° nella Conférence Nord, Quarti di finale ai play-off |
| Tia Kitra       | dettagli | Toamasina       |                     | 7° nella Conférence Nord                               |
| TFFC            | dettagli | Tsaramandroso   |                     | Promosso dalle Regional Leagues                        |
| USCA Foot       | dettagli | Antananarivo    | Mahamasina Stadium  | 5° nella Conférence Nord                               |

#### Classifica
|  | Pos. | Squadra         | Pt | G  | V  | N | P | GF | GS |
|  | ---- | --------------- | -- | -- | -- | - | - | -- | -- |
|  | 1.   | Fosa Juniors FC | 34 | 14 | 11 | 1 | 2 | 24 | 7  |
|  | 2.   | COSFA           | 25 | 14 | 6  | 7 | 1 | 19 | 11 |
|  | 3.   | Ajesaia         | 22 | 14 | 6  | 4 | 4 | 18 | 13 |
|  | 4.   | Fanalamanga     | 21 | 14 | 6  | 3 | 5 | 16 | 12 |
|  | 5.   | Club Asa        | 18 | 13 | 5  | 3 | 5 | 25 | 23 |
|  | 6.   | USCA Foot       | 16 | 14 | 5  | 1 | 8 | 14 | 16 |
|  | 7.   | TFFC            | 9  | 13 | 2  | 3 | 8 | 10 | 24 |
|  | 8.   | Tia Kitra       | 7  | 14 | 1  | 4 | 9 | 10 | 30 |

Legenda:
      Qualificata ai quarti di finale.
      Retrocessa nelle Regional Leagues 2022-2023.
Regolamento:
Tre punti a vittoria, uno a pareggio, zero a sconfitta.
Note:
Il Club ASA Diana ha disputato inizialmente soltanto le gare in trasferta per indisponibilità del campo casalingo.
Il Fanalamanga è certo della qualificazione alla fase a eliminazione diretta per il vantaggio negli scontri diretti, in caso di arrivo a pari punti, con il Club Asa Diana. Quest'ultima non ha disputato l'incontro con il TFFC poiché ininfluente ai fini del passaggio del turno.
Il TFFC e l'USCA Foot hanno perso le gare a tavolino rispettivamente contro l'Ajesaia e il Club ASA Diana per non essersi presentate sul terreno di gioco.

#### Tabellone risultati
|              | AJE  | ASA  | COS  | FAN  | FOS  | TIA  | TFF  | USC  |
| ------------ | ---- | ---- | ---- | ---- | ---- | ---- | ---- | ---- |
| Ajesaia      | –––– | 3-1  | 0-0  | 3-1  | 0-0  | 2-2  | 3-0  | 1-3  |
| Club Asa     | 1-0  | –––– | 0-0  | 3-1  | 3-1  | 3-0  | -    | 3-0  |
| Cosfa        | 1-1  | 3-3  | –––– | 1-0  | 0-2  | 4-1  | 1-1  | 2-1  |
| Fanalamanga  | 2-0  | 3-0  | 0-0  | –––– | 0-1  | 2-2  | 2-0  | 1-0  |
| Fosa Juniors | 2-0  | 3-1  | 1-3  | 1-0  | –––– | 7-0  | 1-0  | 1-0  |
| Tia Kitra    | 0-1  | 2-2  | 0-2  | 1-2  | 0-1  | –––– | 1-1  | 0-1  |
| Tffc         | 0-3  | 4-3  | 1-1  | 0-2  | 0-2  | 0-1  | –––– | 3-1  |
| Usca Foot    | 0-1  | 3-2  | 0-1  | 0-0  | 0-1  | 2-0  | 3-0  | –––– |

### Conférence Sud

#### Partecipanti
| Club             | Stagione | Città           | Stadio             | Stagione precedente                                   |
| ---------------- | -------- | --------------- | ------------------ | ----------------------------------------------------- |
| Adema Dato FC    | dettagli | Antananarivo    | Kianja Barea       | 4° nella Conférence Sud, Semifinalista ai play-off    |
| CFFA             | dettagli | Andoharanofotsy |                    | 2° nella Conférence Sud, Campione del Madagascar      |
| CS-Disciples FC  | dettagli | Tojo            |                    | 3° nella Conférence Sud, Semifinalista ai play-off    |
| ASSM Elgeco Plus | dettagli | Analamanga      | Stade d'Analamanga | 1° nella Conférence Sud, Quarti di finale ai play-off |
| Jet Kintana      | dettagli | Antananarivo    |                    | 6° nella Conférence Nord                              |
| Mama FCA         | dettagli | Ilakaka         |                    | 6° nella Conférence Sud                               |
| 3FB Toliara      | dettagli | Toliara         |                    | 7° nella Conférence Sud                               |
| Zanakala FC      | dettagli | Fianarantsoa    |                    | 5° nella Conférence Sud                               |

#### Classifica
|  | Pos. | Squadra     | Pt | G  | V | N | P | GF | GS |
|  | ---- | ----------- | -- | -- | - | - | - | -- | -- |
|  | 1.   | Elgeco Plus | 29 | 14 | 8 | 5 | 1 | 18 | 9  |
|  | 2.   | CFFA        | 28 | 14 | 8 | 4 | 2 | 19 | 10 |
|  | 3.   | Mama        | 21 | 14 | 5 | 6 | 3 | 18 | 15 |
|  | 4.   | Disciples   | 18 | 13 | 5 | 3 | 5 | 24 | 16 |
|  | 5.   | Zanakala    | 17 | 14 | 4 | 5 | 5 | 20 | 22 |
|  | 6.   | Toliara     | 14 | 13 | 4 | 2 | 7 | 15 | 24 |
|  | 6.   | Adema Dato  | 12 | 14 | 3 | 3 | 8 | 15 | 21 |
|  | 8.   | Jet Kintana | 11 | 14 | 3 | 2 | 9 | 11 | 23 |

Legenda:
      Qualificata ai quarti di finale.
      Retrocessa nelle Regional Leagues 2022-2023.
Regolamento:
Tre punti a vittoria, uno a pareggio, zero a sconfitta.
Note:
Il Toliara ha avuto gara persa per 3-0 a tavolino contro il CFFA per essersi rifiutata di giocare l'incontro ad Antananarivo.
La gara tra Toliara e Disciples non si è disputata poiché ininfluente ai fini del passaggio del turno.

#### Tabellone risultati
|             | ADE  | CFA  | DIS  | ELG  | JET  | MAM  | TOL  | ZAN  |
| ----------- | ---- | ---- | ---- | ---- | ---- | ---- | ---- | ---- |
| Adema Dato  | –––– | 2-0  | 1-6  | 1-1  | 1-2  | 0-0  | 2-3  | 2-0  |
| Cffa        | 1-0  | –––– | 2-2  | 0-0  | 3-0  | 2-1  | 1-0  | 2-1  |
| Disciples   | 2-1  | 0-1  | –––– | 0-1  | 2-0  | 1-2  | 0-1  | 3-2  |
| Elgeco Plus | 1-0  | 1-0  | 1-0  | –––– | 2-1  | 1-1  | 2-1  | 1-2  |
| Jet Kintana | 1-0  | 1-2  | 1-5  | 0-0  | –––– | 0-1  | 3-0  | 1-1  |
| Mama        | 1-0  | 0-0  | 1-1  | 1-3  | 3-1  | –––– | 1-1  | 0-0  |
| Toliara     | 2-2  | 0-3  | -    | 1-3  | 1-0  | 2-4  | –––– | 2-1  |
| Zanakala    | 1-3  | 2-2  | 2-2  | 1-1  | 2-0  | 3-2  | 2-1  | –––– |

## Fase finale

### Quarti di finale
Gare di andata disputate dal 13 al 15 maggio, gare di ritorno disputate il 27 e 28 maggio 2023.
| Squadra 1   | Totale | Squadra 2       | Andata | Ritorno |
| ----------- | ------ | --------------- | ------ | ------- |
| Ajesaia     | 5 - 3  | CFFA            | 2 - 2  | 3 - 1   |
| Fanalamanga | 2 - 1  | Elgeco Plus     | 1 - 0  | 1 - 1   |
| Disciples   | 3 - 6  | Fosa Juniors FC | 1 - 3  | 2 - 3   |
| Mama        | 0 - 1  | COSFA           | 0 - 1  | 0 - 0   |

### Semifinali
Gare di andata disputate il 10 e 11 giugno, gare di ritorno disputate il 24 e 25 giugno.
| Squadra 1   | Totale | Squadra 2       | Andata | Ritorno |
| ----------- | ------ | --------------- | ------ | ------- |
| Ajesaia     | 2 - 6  | Fosa Juniors FC | 1 - 3  | 1 - 3   |
| Fanalamanga | 1 - 0  | COSFA           | 0 - 0  | 0 - 0   |

#### Spareggio semifinale
|       | Risultati |             | Luogo e data   |
| ----- | --------- | ----------- | -------------- |
| COSFA | 0-1       | Fanalamanga | 28 giugno 2023 |
|       |           |             |                |

### Finale
| 9 luglio 2023                              | Fosa Juniors | 1 – 0 | Fanalamanga |  |
| \| \| \| \| \| Vévé 22’ \| Marcatori \| \| |              |       |             |  |
|                                            |              |       |             |  |
| Vévé 22’                                   | Marcatori    |       |             |  |